# Les Argonautes (Maggie Nelson)
Pour les articles homonymes, voir Argonaute (homonymie).
Les Argonautes est un livre de Maggie Nelson, publié aux États-Unis en 2015 chez Graywolf Press. Il paraît au Québec en 2017 aux Éditions Triptyque, dans une traduction française de Jean-Michel Théroux. Cette traduction est publiée en France l’année suivante, aux Éditions du sous-sol.
Depuis 2015, l'ouvrage a été traduit dans une dizaine de langues.

## Résumé
Les Argonautes est une œuvre d'inspiration autobiographique racontant la relation amoureuse de l'autrice avec Harry Dodge (en), artiste américain transgenre, né Wendy Malone, qui se définit comme gender fluid à l'époque de leur rencontre. Maggie Nelson décrit leur relation comme celle de « deux êtres humains, dont l’un est par chance ni mâle ni femelle et l’autre femelle (plus ou moins) ».
Le livre relate leur rencontre, leur mariage, leur vie commune à Los Angeles avec le fils d'Harry né d'une précédente union. Il dépeint également la transformation parallèle de leur corps : celle de Maggie, lors d'un processus d'insémination artificielle suivi d'une grossesse ; celle d'Harry, conséquence de procédés pharmacologiques et chirurgicaux choisis en fonction de sa transidentité (mastectomie, injection d'hormones, etc.).
« En surface, on aurait pu dire que ton corps devenait de plus en plus “masculin” ; le mien, de plus en plus “féminin”. [...] À l’intérieur, nous étions deux animaux humains en cours de transformation l’un auprès de l’autre, témoins sans pression du changement de l’autre ».
Le récit, non linéaire, est tissé de citations et de réflexions empruntés à des penseurs d'horizons variés. Ces penseurs sont nommés en marge des paragraphes, à la façon de Roland Barthes dans les Fragments d'un discours amoureux : la philosophe Judith Butler, le pédiatre et psychanalyste Donald Winnicott, le philosophe Gilles Deleuze, la féministe Eve Kosofsky Sedgwick, etc.
L'ouvrage questionne diverses thématiques telles que le genre, la féminité, le queer, l'amour, la famille, la maternité. 
L'installation Puppies & Babies de l'artiste A.L. Steiner est mentionnée à plusieurs reprises dans l'ouvrage.

## Titre
Le titre du livre s'inspire de l'analyse du mythe de Jason et les Argonautes que l'on retrouve dans Roland Barthes par Roland Barthe. Le sémiologue y exprime sa fascination pour le vaisseau Argo, à bord duquel voyagent Jason et ses compagnons, voguant à la recherche de la toison d'or. Au fil de leur périple, les pièces du navire sont remplacées l'une après l'autre, jusqu'à ce qu'il ne reste plus rien du véhicule d'origine, hormis son nom et sa forme. Pour Barthes, le vaisseau Argo fournit « l’allégorie d’un objet éminemment structural », créé uniquement par « deux actes modestes », la « substitution » et la « nomination » : « Argo est un objet sans autre cause que son nom, sans autre identité que sa forme ».
Maggie Nelson reprend à son compte la façon dont Barthes applique cette allégorie au syntagme « je t'aime » : « Tout comme les pièces de l’Argo peuvent être remplacées à travers le temps, alors que le bateau s’appelle toujours Argo, chaque fois que l’amoureux prononce la formule “je t’aime”, sa signification doit être renouvelée, comme « le travail même de l’amour et du langage est de donner à une même phrase des inflexions toujours nouvelles ». » Le titre évoque aussi l'évolution du compagnon de Maggie Nelson, Harry, dont les caractéristiques de genre se modifient au cours du récit sans que leur amour ne s'éteigne.

## Genre
Les Argonautes s'inscrit dans le genre de la non-fiction. Maggie Nelson adopte ici une démarche hybride, qui mêle autobiographie et théorie critique, à la manière de Susan Sontag. Maggie Nelson utilise à ce sujet le mot-valise d'« autothéorie. »
En 2025, le magazine Télérama le classe parmi les 25 meilleurs romans du XXIe siècle.